# Lista de telenovelas e séries da Televisa na década de 2000

La fea más bella, protagonizada por Angélica Vale e Jaime Camil, foi uma das obras mais premiadas do México.

A seguir, uma lista de telenovelas e séries de televisão produzidas pela Televisa na década de 2000.

## Telenovelas e séries por ano
| #   | Ano  | Título                          | Autoria                         | Produtor executivo                     | Ref.    |
| --- | ---- | ------------------------------- | ------------------------------- | -------------------------------------- | ------- |
| 617 | 2000 | Amigos x siempre                | Palmera Olguín                  | Rosy Ocampo                            | [ 2 ]   |
| 618 | 2000 | Siempre te amaré                | Caridad Bravo Adams             | Patricia Reyes Spíndola                | [ 3 ]   |
| 619 | 2000 | Ramona                          | Helen Hunt Jackson              | Felipe Nájera                          | [ 4 ]   |
| 620 | 2000 | La casa en la playa             | Fernanda Villeli                | Pinkye Morris                          | [ 5 ]   |
| 621 | 2000 | Locura de amor                  | Jaime García Estrada            | Alejandro Gamboa                       | [ 6 ]   |
| 622 | 2000 | Carita de ángel                 | Abel Santa Cruz                 | Juan Carlos Muñoz                      | [ 7 ]   |
| 623 | 2000 | Mi destino eres tú              | Carmen Daniels                  | Miguel Córcega                         | [ 8 ]   |
| 624 | 2000 | Abrázame muy fuerte             | Caridad Bravo Adams             | Miguel Córcega                         | [ 9 ]   |
| 625 | 2000 | El precio de tu amor            | Claudio Reyes Rubio             | Ernesto Alonso                         | [ 10 ]  |
| 626 | 2000 | Primer amor                     | Pedro Damián                    | Luis Pardo                             | [ 11 ]  |
| 627 | 2000 | Por un beso                     | Inés Rodena                     | Angelli Nesma Medina                   | [ 12 ]  |
| 628 | 2000 | Rayito de luz                   | Martín Pérez Islas              | Rosy Ocampo                            | [ 13 ]  |
| 629 | 2001 | El noveno mandamiento           | René Allouis                    | Lucero Suárez                          | [ 14 ]  |
| 630 | 2001 | El secreto                      | Jesús Calzada                   | Carlos Moreno Laguillo Carlos Orengo   | [ 15 ]  |
| 631 | 2001 | El derecho de nacer             | Fernanda Villeli                | Rafael Urióstegui                      | [ 16 ]  |
| 632 | 2001 | Amigas y rivales                | Alejandro Pohlenz               | Emilio Larrosa                         | [ 17 ]  |
| 633 | 2001 | Aventuras en el tiempo          | Salvador Sánchez                | Rosy Ocampo                            | [ 18 ]  |
| 634 | 2001 | Mujer bonita                    | Inés Rodena                     | Karina Duprez                          | [ 19 ]  |
| 635 | 2001 | La Intrusa                      | Inés Rodena                     | Beatriz Sheridan                       | [ 20 ]  |
| 636 | 2001 | Sin pecado concebido            | Carlos Olmos                    | Miguel Córcega                         | [ 21 ]  |
| 637 | 2001 | Atrévete a olvidarme            | Martha Carrillo                 | Roberto Hernández Vázquez              | [ 22 ]  |
| 638 | 2001 | Maria Belén                     | Julio Porter                    | Arturo García Tenorio                  | [ 23 ]  |
| 639 | 2001 | El Manantial                    | María del Carmen Peña           | Carla Estrada                          | [ 24 ]  |
| 640 | 2001 | Salomé                          | Sergio Jiménez                  | Juan Osorio                            | [ 25 ]  |
| 641 | 2001 | El juego de la vida             | Inés Rodena                     | Roberto Gómez Fernández                | [ 26 ]  |
| 642 | 2001 | Navidad sin fin                 | Alba García                     | Eugenio Cobo                           | [ 27 ]  |
| 643 | 2002 | Cómplices al rescate            | Rosy Ocampo                     | Rosy Ocampo                            | [ 28 ]  |
| 644 | 2002 | Entre el amor y el odio         | Liliana Abud                    | Miguel Córcega                         | [ 29 ]  |
| 645 | 2002 | La otra                         | Liliana Abud                    | Benjamín Cann                          | [ 30 ]  |
| 646 | 2002 | Clase 406                       | Pedro Damián                    | Juan Carlos Muñoz                      | [ 31 ]  |
| 647 | 2002 | ¡Vivan los niños!               | Abel Santacruz                  | Beatriz Sheridan                       | [ 32 ]  |
| 648 | 2002 | Las vías del amor               | Alejandro Pohlenz               | Emilio Larrosa                         | [ 33 ]  |
| 649 | 2002 | Así son ellas                   | Carlos Mercado Orduña           | Raúl Araiza                            | [ 34 ]  |
| 650 | 2002 | La verdad de Laura              | Susana Prieto Lea Vélez         | Carlos Orengo                          | [ 35 ]  |
| 651 | 2003 | Niña... amada mía               | César Miguel Rondón             | Angelli Nesma Medina                   | [ 36 ]  |
| 652 | 2003 | De pocas, pocas pulgas          | Mapat de Zatarain               | Arturo García Tenorio                  | [ 37 ]  |
| 653 | 2003 | Amor real                       | Caridad Bravo Adams             | Carla Estrada                          | [ 38 ]  |
| 654 | 2003 | Velo de novia                   | Janete Clair                    | Juan Osorio                            | [ 39 ]  |
| 655 | 2003 | Alegrijes y rebujos             | Rosy Ocampo                     | Salvador Sánchez                       | [ 40 ]  |
| 656 | 2003 | Bajo la misma piel              | Julián Pastor                   | Carlos Moreno Laguillo                 | [ 41 ]  |
| 657 | 2003 | Mariana de la noche             | Delia Fiallo                    | Salvador Mejía Alejandre               | [ 42 ]  |
| 658 | 2003 | Clap... el lugar de tus sueños  | Ana Layevska                    | Roberto Gómez Fernández                | [ 43 ]  |
| 659 | 2004 | Amarte es mi pecado             | Liliana Abud                    | Benjamín Cann                          | [ 44 ]  |
| 660 | 2004 | Amy, la niña de la mochila azul | Rubén Galindo Aguilar           | Roberto Sosa                           | [ 45 ]  |
| 661 | 2004 | Corazones al límite             | Nicandro Díaz                   | Claudio Reyes Rubio                    | [ 46 ]  |
| 662 | 2004 | Mujer de madera                 | Alejandro Pohlenz               | Emilio Larrosa                         | [ 47 ]  |
| 663 | 2004 | Rubí                            | Yolanda Vargas Dulché           | Benjamín Cann                          | [ 48 ]  |
| 664 | 2004 | Amar otra vez                   | Claudia Elisa Aguilar           | Lucero Suárez                          | [ 49 ]  |
| 665 | 2004 | Misión S.O.S                    | Salvador Sánchez                | Rosy Ocampo                            | [ 50 ]  |
| 666 | 2004 | Rebelde                         | Cris Morena                     | Pedro Damián                           | [ 51 ]  |
| 667 | 2004 | Apuesta por un amor             | Bernardo Romero Pereiro         | Benjamín Cann                          | [ 52 ]  |
| 668 | 2004 | Inocente de ti                  | Inés Rodena                     | Salvador Mejía Alejandre               | [ 53 ]  |
| 669 | 2005 | Sueños y caramelos              | Abel Santacruz                  | Carlos Moreno Laguillo                 | [ 54 ]  |
| 670 | 2005 | La madrastra                    | Liliana Abud                    | Miguel Córcega                         | [ 55 ]  |
| 671 | 2005 | Bajo el mismo techo             | Gerardo Quiroz                  | Gerardo Quiroz                         | [ 56 ]  |
| 672 | 2005 | Contra viento y marea           | Marta Luna                      | Nicandro Díaz                          | [ 57 ]  |
| 673 | 2005 | Piel de otoño                   | Liliana Abud                    | Mapat de Zatarain                      | [ 58 ]  |
| 674 | 2005 | La esposa virgen                | Caridad Bravo Adams             | Salvador Mejía Alejandre               | [ 59 ]  |
| 675 | 2005 | Pablo y Andrea                  | Lorena Salazar                  | Lucero Suárez                          | [ 60 ]  |
| 676 | 2005 | El amor no tiene precio         | Inés Rodena                     | Salvador Mejía Alejandre               | [ 61 ]  |
| 677 | 2005 | Barrera de amor                 | Liliana Abud                    | Raúl Araiza                            | [ 62 ]  |
| 678 | 2005 | Alborada                        | María Zarattini                 | Carla Estrada                          | [ 63 ]  |
| 679 | 2005 | Peregrina                       | Delia Fiallo                    | Miguel Córcega                         | [ 64 ]  |
| 680 | 2006 | La fea más bella                | Fernando Gaitán                 | Rosy Ocampo                            | [ 65 ]  |
| 681 | 2006 | La verdad oculta                | José Rendón                     | Emilio Larrosa                         | [ 66 ]  |
| 682 | 2006 | Heridas de amor                 | Cris Morena                     | Roberto Hernández                      | [ 67 ]  |
| 683 | 2006 | Duelo de pasiones               | José Rendón                     | Miguel Córcega                         | [ 68 ]  |
| 684 | 2006 | Código postal                   | José Alberto Castro             | Benjamín Cann                          | [ 69 ]  |
| 685 | 2006 | Mundo de fieras                 | Liliana Abud                    | Salvador Mejía Alejandre               | [ 70 ]  |
| 686 | 2006 | Amor mío                        | Cris Morena                     | Roberto Gómez Fernández                | [ 71 ]  |
| 687 | 2006 | Las dos caras de Ana            | Edwin Valencia                  | Lucero Suárez                          | [ 72 ]  |
| 688 | 2006 | Amar sin límites                | Arturo García Tenorio           | Angelli Nesma Medina                   | [ 73 ]  |
| 689 | 2007 | Destilando amor                 | Victor Rodríguez                | Nicandro Díaz                          | [ 74 ]  |
| 690 | 2007 | Yo amo a Juan Querendón         | Gabriela Ortigoza               | Mapat de Zatarain                      | [ 75 ]  |
| 691 | 2007 | Lola, érase una vez             | Cris Morena                     | Juan Carlos Muñoz                      | [ 76 ]  |
| 692 | 2007 | Bajo las riendas del amor       | René Muñoz                      | Ignacio Sada Madero                    | [ 77 ]  |
| 693 | 2007 | Muchachitas como tú             | Alejandro Pohlenz               | Emilio Larrosa                         | [ 78 ]  |
| 694 | 2007 | El Pantera                      | Daniel Muñoz Martínez           | Rodolfo de Anda Gutiérrez Alexis Ayala | [ 79 ]  |
| 695 | 2007 | S.O.S.: Sexo y otros secretos   | Martha Carrillo Cristina García | Benjamin Cann Javier Williams          | [ 80 ]  |
| 696 | 2007 | ¿Y ahora qué hago?              | Adal Ramones                    | Adal Ramones Eduardo Suárez            | [ 81 ]  |
| 697 | 2007 | 13 miedos                       | Billy Rovzar Fernando Rovzar    | Billy Rovzar Fernando Rovzar           | [ 82 ]  |
| 698 | 2007 | RBD, la familia                 | Cris Morena                     | Pedro Damián                           |         |
| 699 | 2007 | Pasión                          | María Zarattini                 | Carla Estrada                          | [ 83 ]  |
| 700 | 2007 | Amor sin maquillaje             | Salvador Garcini                | Rosy Ocampo                            | [ 84 ]  |
| 701 | 2007 | Al diablo con los guapos        | Enrique Torres                  | Angelli Nesma Medina                   | [ 85 ]  |
| 702 | 2007 | Palabra de mujer                | Nené Cascallar                  | Benjamín Cann                          | [ 86 ]  |
| 703 | 2007 | Tormenta en el paraíso          | Cris Morena                     | Juan Osorio                            | [ 87 ]  |
| 704 | 2008 | Fuego en la sangre              | Liliana Abud                    | Miguel Córcega                         | [ 88 ]  |
| 705 | 2008 | Las tontas no van al cielo      | Rosy Ocampo                     | Felipe Nájera                          | [ 89 ]  |
| 706 | 2008 | Alma de hierro                  | Ximena Suárez                   | Giselle González                       | [ 90 ]  |
| 707 | 2008 | Querida enemiga                 | Claudia Aguilar                 | Lucero Suárez                          | [ 91 ]  |
| 708 | 2008 | Cuidado con el ángel            | Delia Fiallo                    | Nathalie Lartilleux                    | [ 92 ]  |
| 709 | 2008 | Juro que te amo                 | Liliana Abud                    | Mapat de Zatarain                      | [ 93 ]  |
| 710 | 2008 | Un gancho al corazón            | Adrián Suar                     | Alejandro Gamboa                       | [ 94 ]  |
| 711 | 2008 | En nombre del amor              | María del Carmen Peña           | Carlos Moreno Laguillo                 | [ 95 ]  |
| 712 | 2008 | Mañana es para siempre          | Mauricio Navas                  | Nicandro Díaz                          | [ 96 ]  |
| 713 | 2008 | Central de abasto               |                                 | Federico Wilkins                       |         |
| 714 | 2008 | Mujeres asesinas                | Marisa Grinstein                | Pedro Torres                           | [ 97 ]  |
| 715 | 2008 | Los simuladores                 | Damián Szifron                  | Adal Ramones Eduardo Suárez Castellot  |         |
| 716 | 2008 | La rosa de Guadalupe            | Carlos Mercado Orduña           | Miguel Ángel Herros                    | [ 98 ]  |
| 717 | 2008 | Terminales                      | Marcela Guerty                  | Miguel Ángel Fox                       |         |
| 718 | 2009 | Verano de amor                  | Patricia Maldonado              | Luis Pardo                             | [ 99 ]  |
| 719 | 2009 | Atrévete a soñar                | Juan Rulfo                      | Luis de Llano Macedo                   | [ 100 ] |
| 720 | 2009 | Sortilégio                      | María Zarattini                 | Carla Estrada                          | [ 101 ] |
| 721 | 2009 | Mi pecado                       | Cuathémoc Blanco                | Juan Osorio                            | [ 102 ] |
| 722 | 2009 | Hasta que el dinero nos separe  | Fernando Gaitán                 | Emilio Larrosa                         | [ 103 ] |
| 723 | 2009 | Camaleones                      | Rosy Ocampo                     | Felipe Nájera                          | [ 104 ] |
| 724 | 2009 | Los exitosos Pérez              | José Alberto Castro             | Benjamín Cann                          | [ 105 ] |
| 725 | 2009 | Corazón salvaje                 | Caridad Bravo Adams             | Salvador Mejía Alejandre               | [ 106 ] |
| 726 | 2009 | Mar de amor                     | Delia Fiallo                    | Nathalie Lartilleux                    | [ 107 ] |
| 727 | 2009 | Hermanos y detectives           | Damián Szifron                  | Javier Williams                        | [ 108 ] |